# Aramejci
Aramejci jsou příslušníci západosemitského kočovného a pasteveckého národa, který žil v oblasti horní Mezopotámie (biblický Aram). Aramejci nikdy neměli jednotnou říši, ale byli rozptýleni v jednotlivých nezávislých královstvích po celém Blízkém východě. Ale právě tomuto národu se podařilo rozšířit svou řeč a kulturu po celém Blízkém východě a dokonce i za jeho hranice, částečně i díky masovému pohybu obyvatel vynucenému postupným rozmachem říší v tomto regionu, Asýrii a Babylónii nevyjímaje – tento postupný proces je zván „arameizací“.

## Jazyk
Aramejci jsou většinou definováni podle používání západosemitské aramejštiny (1100 př. n. l. – 200 n. l.), která pro psanou formu nejprve používala fénické písmo, z kterého se později vyvinula vlastní aramejská abeceda. Již na počátku 8. století př. n. l. se aramejština „utkala“ s východosemitskou akkadštinou a klínovým písmem v Asýrii, odkud se brzy rozšiřovala po Orientu. Okolo roku 500 př. n. l. se stala aramejština lingvou frankou achajmenovské Perské říše. Přestože byla opomíjena v helénském období, vydržela jako společný dorozumívací jazyk všech obyvatel regionu až do islámského dobytí Mezopotámie v 7. století našeho letopočtu.
Původní stará aramejština, užívaná za Perské říše, se vyvinula do střední aramejštiny a jedním z jejích dialektů se stala syrština, používaná v římské provincii Sýrie, kde se stala liturgickým jazykem syrských křesťanů.

## Historie

### Původ

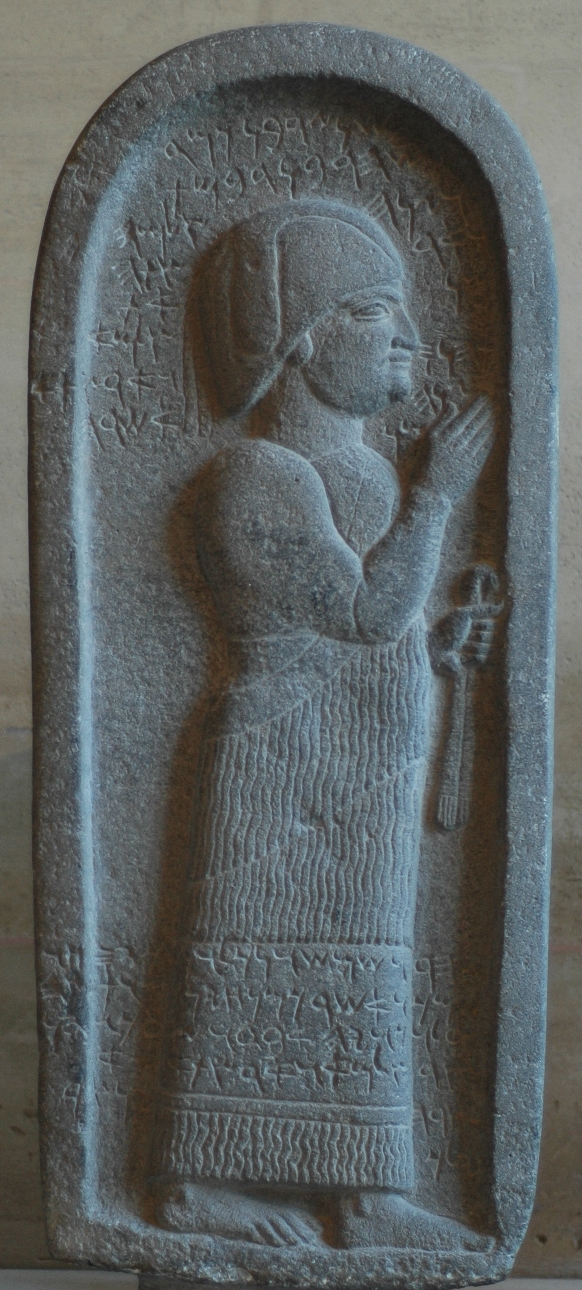
Čedičová pohřební stéla s nápisy v aramejšině ze 7. stol. př. n. l. nalezená v syrském Nejrábu

Původ Aramejců je stále nejasný i vzhledem k malému množství informací z mezopotámských textů, které se k nim vztahují. Toponymum A-ra-mu se objevuje v nápisech v Eble ze 3. tisíciletí př. n. l., která vypisují soudobá geografická pojmenování oblastí. A-ra-me, pravděpodobně totéž v genitivu, se objevuje v nápisech Narám-Sína Akkadského z období kolem roku 2250 př. n. l. Město Aram je zmiňováno také ve Starém Zákoně a Koránu jako „město tisíce sloupů“ a domov kmene Ád (ʿĀd, A'ad) v kraji Rub al-Chálí.
V současnosti neexistuje jednotný názor na případnou souvislost mezi zmiňovanými lokalitami a národem popisovaným o více než milénium později v nápisech Tiglatpilesara I. Další rané zmínky byly objeveny v archivech měst Mari (okolo 1900 př. n. l.) a Ugarit (asi 1300 př. n. l.).
Kočovní honáci byli vždy důležitým rysem Blízkého východu, ale jejich počet se zřejmě měnil podle klimatických podmínek a tlaku sousedících států na jejich trvalé usazení. Období pozdní doby bronzové bylo zřejmě poznamenáno rostoucím suchem a s ním souvisejícím oslabením sousedních států, což přimělo sezonní pastevce trávit delší a delší dobu se svými stády. Městská sídliště zmenšovala svou velikost, až nakonec v regionu zcela převládl kočovný a pastevecký způsob života. Tyto vysoce mobilní kmeny s jejich náhlými nájezdy byly i stálou hrozbou pro obchod na větší vzdálenosti a zasahovaly i do lokálního výběru daní a poplatků. Na počátku 14. století př. n. l. byla velká část Izraele pod aramejskou nadvládou po dobu osmi let (podle biblické Knihy Soudců), dokud Otníel neporazil aramejské síly vedené Kušan-rišatajimem, králem Aram-Naharajimu (severní Mezopotámie; v té době pod vládou státu Mitanni). V Bibli jsou dále zmínky o Aramejském Damašku (státu v okolí Damašku) a Aram Rehobu.
Ahlamû („tuláci“), jsou poprvé zmiňováni v dopisech z el-Amarny v korespondenci s králem babylonským a jejich přítomnost je doložena také v Asýrii, Nippuru a dokonce i v Dilmunu (dnešní Bahrajn). Když Salmanassar I. (1274–1245 př. n. l.) porazil mitanského krále Šattuaru, na jeho straně bojovali i žoldnéři z řad Chetitů a Ahlamûů.
V Egyptě byli pravděpodobně známi pod termínem Šasu (šsw, „poutník“) a od období vlády Tutanchamona zde nahradili nájezdníky Hapiru (či Apiru) jakožto hlavní zdroj nestability. V následujícím století Ahlamû přetli obchodní cestu z Babylónu do Chattušaše a Tukulti-Ninurta I. (1243–1207 př. n. l.) tvrdil, že dobyl Mari, Chanu a Rapiqum na Eufratu a „horu Ahlamûů“, čímž měl zřejmě na mysli oblast Džebel Bišri.

### Doba bronzová
Poprvé jsou "Ahlamû-Aramejci" (Ahlame Armaia) zmiňováni v nápisech Tiglatpilesara I. a krátce poté rychle mizí z asyrských záznamů. Výraz Ahlamû je již nahrazen slovem Aramejci (Aramu, Arimi). Je možné, že kmen Aramejců byl dominantním mezi lidem Ahlamû, ale možná jen tyto dva národy operovaly na stejném území. Je pravděpodobné, že výraz Armania byl novější formou předchozího exonyma Martu (Amorité, "ti ze západu"), která byla použita v asyrských záznamech. Podle Bible izraelští králové Saul, David a Šalomoun (pozdní 11. a 10. století př. n. l.) bojovali proti aramejským královstvím na severní hranici Izraele, což potvrzuje přítomnost aramejských kmenů v oblasti Sýrie. Ještě severněji Aramejci ovládli okolí řeky Orontes (dnes Ásí), jmenovitě město Hamá.

### Období Novoasyrské říše
Během 11. a 10. století př. n. l. získali pod svou kontrolu území mezi městy Aleppo a Arpad. Vytvořili zde státní útvar, který nazývali Bít-Aguši a jeho správním centrem bylo město Til Barsip (dnešní Tell Achmár). Ve stejné době se také posouvali na východ od Eufratu, kde se usídlili v tak velkém množství, že tato oblast dostala název Aram Naharajm – "Aram od dvou řek".
V oblasti severní Sýrie vzniklo několik malých aramejských království – např. Bit-bahijani (Tell Chaláf), Bit-Adini nebo Bit-gabari. Bit-gabari bylo vměstnáno mezi novochetitské státy Karchemiš, Gurgum a Tabal, na které měla aramejská kultura obrovský vliv.
Aramejské státečky byly postupně podmaňovány rostoucí Novoasyrskou říší. Adad-nirári II., Aššurnasirpal II. a jeho syn Salmanassar III. zlikvidovali mnoho malých kmenů a získali pro Asýrii kontrolu nad místním obchodem a syrskými přírodními zdroji. Vliv Aramejců (i když bez vlastního státu) na oblasti severní Mezopotámie přesto dále trval a někteří asyrští králové dokonce pojali aramejské ženy za manželky.